# Josef Schild
Josef Schild (20 aprile 1980) è un ex sciatore alpino austriaco.

## Biografia
Originario di Saalfelden am Steinernen Meer e fratello di Marlies e Bernadette, a loro volta sciatrici alpine, Schild, attivo dal dicembre del 1995, in Coppa Europa esordì il 12 gennaio 1998 ad Altenmarkt-Zauchensee in discesa libera (69º), conquistò due podi nella medesima specialità, due terzi posti (il 19 dicembre 2001 a Saalbach-Hinterglemm e il 7 marzo 2002 a Tignes), e prese per l'ultima volta il via il 3 febbraio 2005 a Megève in supergigante (36º), ultima gara della sua carriera. Non debuttò in Coppa del Mondo né prese parte a rassegne olimpiche o iridate.

## Palmarès

### Coppa Europa
- Miglior piazzamento in classifica generale: 29º nel 2002
- 2 podi:
  - 2 terzi posti